# 性爱机械
性爱机械（英语：Sex machine），俗称炮机，是用来模拟人类性交或其他性活动的机械装置。
典型的性爱机械的工作原理是通过电动机使轴转动以及定向运动，並在轴上放置假阴茎或放上假陰道。
性爱机械最初出现在维多利亚时代，是用电动机械的方式使女性达到強制性高潮，以治疗歇斯底里症。这些早期的机械装置体积比现在的大得多，震动功能也比现在更强大，最先由医生使用，于20世纪初在欧洲和美国的澡堂流行开来。更小巧的电动版本曾短期作为卫生用品在百货商店出售。